# Lijst van nummer 1-hits in Denemarken in 2011
Deze hits stonden in 2011 op nummer 1 in de Tracklisten Top 40, de bekendste hitlijst in Denemarken.
| Datum        | Artiest                                 | Titel                                |
| ------------ | --------------------------------------- | ------------------------------------ |
| 7 januari    | Kato, Ida Corr, Camille Jones & Johnson | Sjus                                 |
| 14 januari   | Xander                                  | Det burde ikk være sådan her         |
| 21 januari   | Britney Spears                          | Hold it against me                   |
| 28 januari   | Fallulah                                | Out of it                            |
| 4 februari   | Fallulah                                | Out of it                            |
| 11 februari  | Fallulah                                | Out of it                            |
| 18 februari  | Bruno Mars                              | Grenade                              |
| 25 februari  | Bruno Mars                              | Grenade                              |
| 4 maart      | Nik & Jay                               | Mod solnedgangen                     |
| 11 maart     | Nik & Jay                               | Mod solnedgangen                     |
| 18 maart     | Jokeren                                 | Jeg vil altid (elske dig for evigt)  |
| 25 maart     | Nik & Jay                               | Mod solnedgangen                     |
| 1 april      | Sarah                                   | Min øjesten                          |
| 8 april      | Sarah                                   | Min øjesten                          |
| 15 april     | Sarah                                   | Min øjesten                          |
| 22 april     | Rosa Lux, Alberte & Josephine Winding   | Min klub først                       |
| 29 april     | LMFAO, Lauren Bennett & GoonRock        | Party rock anthem                    |
| 6 mei        | Svenstrup & Vendelboe & Nadia Malm      | Dybt vand                            |
| 13 mei       | Alexandra Stan                          | Mr. Saxobeat                         |
| 20 mei       | Alexandra Stan                          | Mr. Saxobeat                         |
| 27 mei       | Suspekt                                 | Klaus Pagh                           |
| 3 juni       | Bruno Mars                              | The Lazy Song                        |
| 10 juni      | Medina                                  | For altid                            |
| 17 juni      | Medina                                  | For altid                            |
| 24 juni      | Medina                                  | For altid                            |
| 1 juli       | Sak Noel                                | Loca people (la gente esta muy loka) |
| 8 juli       | Sak Noel                                | Loca people (la gente esta muy loka) |
| 15 juli      | Sak Noel                                | Loca people (la gente esta muy loka) |
| 22 juli      | Sak Noel                                | Loca people (la gente esta muy loka) |
| 29 juli      | Sak Noel                                | Loca people (la gente esta muy loka) |
| 5 augustus   | Sak Noel                                | Loca people (la gente esta muy loka) |
| 12 augustus  | Maroon 5 & Christina Aguilera           | Moves like Jagger                    |
| 19 augustus  | Maroon 5 & Christina Aguilera           | Moves like Jagger                    |
| 26 augustus  | Maroon 5 & Christina Aguilera           | Moves like Jagger                    |
| 2 september  | Rasmus Seebach                          | I mine øjne                          |
| 9 september  | Rasmus Seebach                          | I mine øjne                          |
| 16 september | Rasmus Seebach                          | I mine øjne                          |
| 23 september | Nik & Ras                               | Fugt i fundamentet                   |
| 30 september | Medina                                  | Synd for dig                         |
| 7 oktober    | Rihanna & Calvin Harris                 | We found love                        |
| 14 oktober   | Rihanna & Calvin Harris                 | We found love                        |
| 21 oktober   | Rihanna & Calvin Harris                 | We found love                        |
| 28 oktober   | Rihanna & Calvin Harris                 | We found love                        |
| 4 november   | Rihanna & Calvin Harris                 | We found love                        |
| 11 november  | Aura Dione                              | Geronimo                             |
| 18 november  | Aura Dione                              | Geronimo                             |
| 25 november  | Aura Dione                              | Geronimo                             |
| 2 december   | Rihanna & Calvin Harris                 | We found love                        |
| 9 december   | Medina                                  | Kl. 10                               |
| 16 december  | Medina                                  | Kl. 10                               |
| 23 december  | Medina                                  | Kl. 10                               |
| 30 december  | Medina                                  | Kl. 10                               |